# Juliette Billard
Pour les articles homonymes, voir Billard (homonymie).
Juliette Billard est une architecte, aquarelliste et dessinatrice française, née le 17 février 1889 à Rouen, ville où elle est morte le 7 octobre 1975.

## Biographie

### Origines et formation
Juliette Billard est née le 17 février 1889 à Rouen, 10 rue Socrate, de Rubens Hippolyte Billard, peintre, et de Joséphine Victoire Queval, couturière.
Elle suit les cours de l'école des beaux-arts de Rouen sous la direction de Victorien Lelong, Georges Ruel et Philippe Zacharie. Elle est la première femme à être reçue aux Beaux-Arts de Paris en 1914. Elle a son diplôme en 1920-1921.

### Carrière
Après la Première Guerre mondiale, Juliette Billard participe au concours pour la réalisation du monument aux morts de Rouen. Son projet n'est pas retenu mais elle reçoit le 3e prix. De 1928 à 1932, elle travaille dans le cabinet de l'architecte Pierre Chirol.
Roger Goupillières l'embauche comme décoratrice à la Société des cinéromans aux studios de Joinville où elle crée les décors de L'Occident d'Henri Fescourt, de l'Argent de Marcel L'Herbier, et de Figaro de Tony Lekain.
Elle participe à des expositions de dessins à Rouen en 1932 et 1937, ainsi qu'aux expositions de la Société des artistes rouennais et de la Société normande des arts appliqués.
Grâce à ses relations avec l'éditeur Pierre-René Wolf et avec Henri Labrosse, directeur de la bibliothèque municipale, elle peut enfin vivre de son art. Elle devient décoratrice pour la ville de Rouen et illustre de 1936 à 1969 le livre d'or de la ville. Enseignante à l'école des beaux-arts de Rouen de 1937 à 1954, les élèves réalisent des panneaux et oriflammes pour le 5e centenaire de la mort de Jeanne d'Arc en 1931. Elle fabrique les maquettes pour le cortège historique.
En 1934, elle est nommée officier dans l'ordre des Palmes académiques. Elle préside l'Aide artistique fondée en 1937. Elle expose à la galerie Legrip à Rouen en juin 1937.
Elle vit pendant une certaine période au no 75 de la rue d'Amiens à Rouen.
Elle participe aux expositions de la Société des artistes normands en 1937 et 1950 et au Salon des artistes indépendants normands à Rouen en 1966, 1967, 1969 et 1973.

### Mort
Juliette Billard meurt le 7 octobre 1975 à Rouen à la maison de retraite de la Compassion, rue d'Écosse. Elle est inhumée au cimetière du Nord.

## Hommages
Une place rouennaise porte son nom au carrefour de la rue de Joyeuse et la rue du Maulévrier, conformément à une délibération du 11 juillet 2016. Une plaque commémorative est posée pour lui rendre hommage le 19 novembre 2022 au 75 rue d’Amiens par la mairie de Rouen.

## Distinctions
- Officier d'académie (1934). La médaille lui est remise par Georges Métayer, maire de Rouen[12].

## Ouvrages
- Vieux toits de Rouen, Rouen, Éditions Lecerf, 1942[13]20 planches de Juliette Billard commentées par Jean Lafond
- Vieilles maisons et hôtels de Rouen, Rouen, Éditions Lafond fils & Cie, 1944[14]20 planches de Juliette Billard commentées par Jean Lafond
- Quelques aspects de la cathédrale de Rouen  (préf. R. Rouault de la Vigne), Rouen, Éditions Lafond fils & Cie, 1946
- Rouen, sites et demeures de jadis  (préf. Georges Lanfry), Rouen, Éditions SNPR, 1950commentaires de Pierre Chirol, Robert Flavigny, Georges Lanfry